# Ospedale di Circolo di Busto Arsizio
L'ospedale di Circolo di Busto Arsizio è l'ospedale che ha sede nella città di Busto Arsizio, fa parte dell’ASST Valle Olona di cui è l’ospedale cardine.

## Storia
La storia ospedaliera di Busto Arsizio inizia nel XVIII secolo: nel 1730 fu posata la prima pietra di un collegio intitolato a san Giuseppe per volere dei canonici Benedetto Landriani e Biagio Bellotti, che lasciarono in eredità cospicue somme di denaro alla confraternita religiosa chiamata "Scuola dei Poveri di Cristo". Dal 1739 i padri oblati poterono iniziare la loro residenza all'interno del palazzo, che durò fino al 1750. Nel 1755 l'edificio venne trasformato nel primo ospedale del borgo e nel 1824 l'edificio fu trasformato e ampliato dall'architetto Pietro Gilardoni, per meglio assolvere all'attività di nosocomio. Nel 1875 il complesso fu ampliato ad opera dell'architetto Carlo Maciachini; seguirono poi altri interventi trasformativi e ampliamenti, in particolare nel 1903, che portarono l'ospedale al raggiungimento di 60 posti letto, che tuttavia non erano ancora sufficienti per il fabbisogno di un centro cotoniero in espansione.

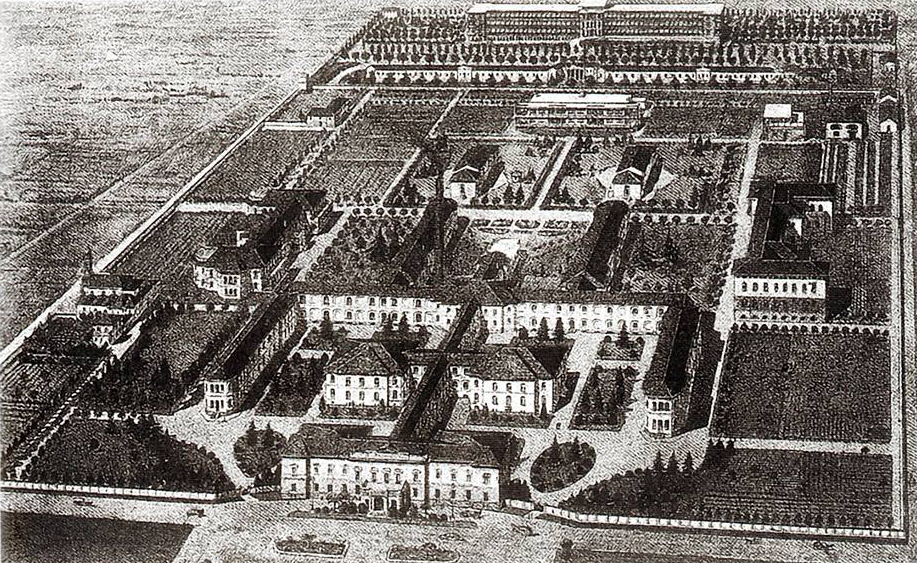
L'area dell'ospedale di Busto Arsizio nel 1926.

Nel 1905, grazie ad una somma di 100 000 lire messa a disposizione da dieci benefattori (Banca di Busto Arsizio, Giuseppe Introini, Vittorio Lissoni, ditta Giovanni Milani & Nipoti, Carlo Ottolini, Enrico Candiani, Achille Venzaghi, Roberto Tosi,  Luigi Pozzi e Figli, Luigi Pizzi), iniziò la costruzione del nuovo ospedale posto presso il limite settentrionale dell'abitato bustese, su un'area di 62 000 m². Venne bandito un concorso nazionale che portò alla scelta di due progetti tecnici di Guidi-Bessoni e Gardella-Martini, dalla fusione dei quali, su suggerimento dell'architetto Camillo Crespi Balbi e con le opportune varianti del caso, si pervenne al progetto definitivo.
Seguirono altre donazioni da parte di nuovi benefattori, tra i quali monsignor Paolo Borroni, prevosto della basilica di San Giovanni Battista, che fece costruire a proprie spese la chiesa dell'ospedale, destinata anche ad uso pubblico, affidandone il progetto a Camillo Crespi Balbi.
Il 1º maggio 1915 l'ospedale fu solennemente inaugurato dal sindaco Carlo Azimonti e l'edificio del vecchio ospedale, Palazzo Gilardoni, fu acquistato dal Comune di Busto Arsizio, continuando a servire da ospedale durante la Grande Guerra, per poi, dal 1922, diventare la sede del municipio.

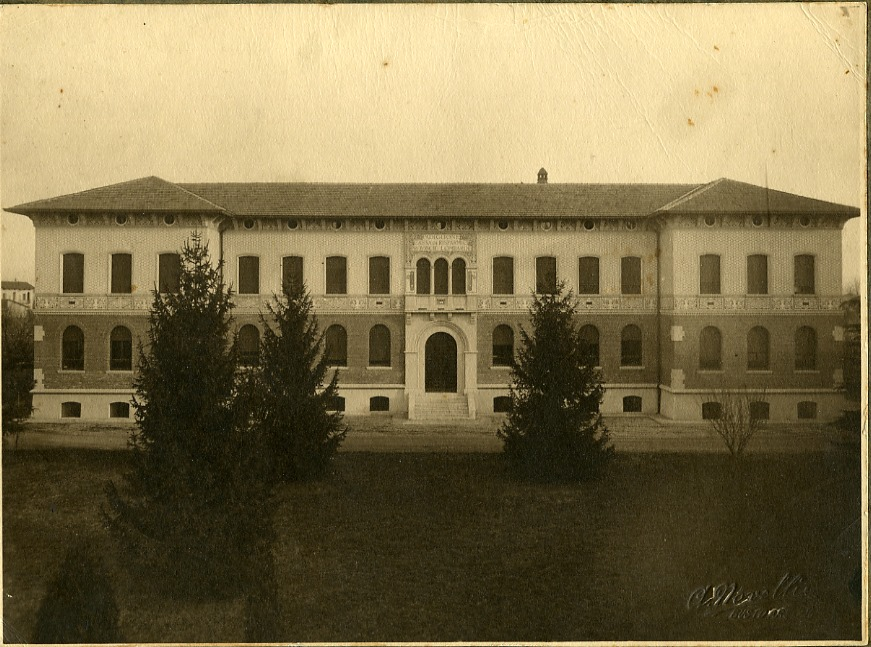
Il Padiglione Formazione intorno agli anni 1930.

Dopo la guerra il nuovo ospedale fu a più riprese ampliato con l'aggiunta di nuovi reparti, come il padiglione di ostetricia, ginecologia e pediatria, fatto costruire dalla famiglia Candiani.
In virtù del Regio Decreto Legge del 6 novembre 1924 che definiva l'istituzione degli Ospedali di Circolo, l'ospedale di Busto Arsizio assunse la sua attuale denominazione il 17 luglio 1929. L'ospedale doveva servire alla cura e mantenimento degli ammalati poveri provenienti dai comuni di Busto Arsizio, Fagnano Olona, Gorla Maggiore, Gorla Minore, Magnago, Marnate, Olgiate Olona e Solbiate Olona.
Dal 20 dicembre 1929 la Congregazione di carità di Busto Arsizio sancì l'autonomia gestionale e amministrativa dell'ospedale e, nel 1930, prese atto dell'insediamento del Consiglio di amministrazione dell'Ospedale, disponendo la designazione di alcuni soci della Congregazione come patroni per vigilare sul patrimonio mobiliare e immobiliare dato in gestione al nuovo ospedale.
Nel 1948 fu effettuato un rialzamento del padiglione solventi, con la realizzazione di 20 camere per paganti. Nel 1949 fu realizzato il sopralzo della sezione di chirurgia generale maschile. Nel 1950 ebbe inizio l'attività del centro tumori, sotto la guida del professore Ugo Marinoni, che in breve assunse importanza a livello provinciale.
Nel 1962 il presidente della Repubblica Antonio Segni partecipò alla posa della prima pietra del padiglione di ostetricia, ginecologia e pediatria, inaugurato nel 1966. Nel 1969 venne inaugurato, alla presenza del Presidente Saragat, il Padiglione Pozzi, dove trovarono collocazione uffici e nuovi posti letto; nel 1981 venne inaugurato dal cardinale Carlo Maria Martini il padiglione polichirurgico, la cui costruzione era stata iniziata 10 anni prima.
Nel 1999 si è avuto l'ammodernamento della Radiologia I.

## L'ospedale oggi

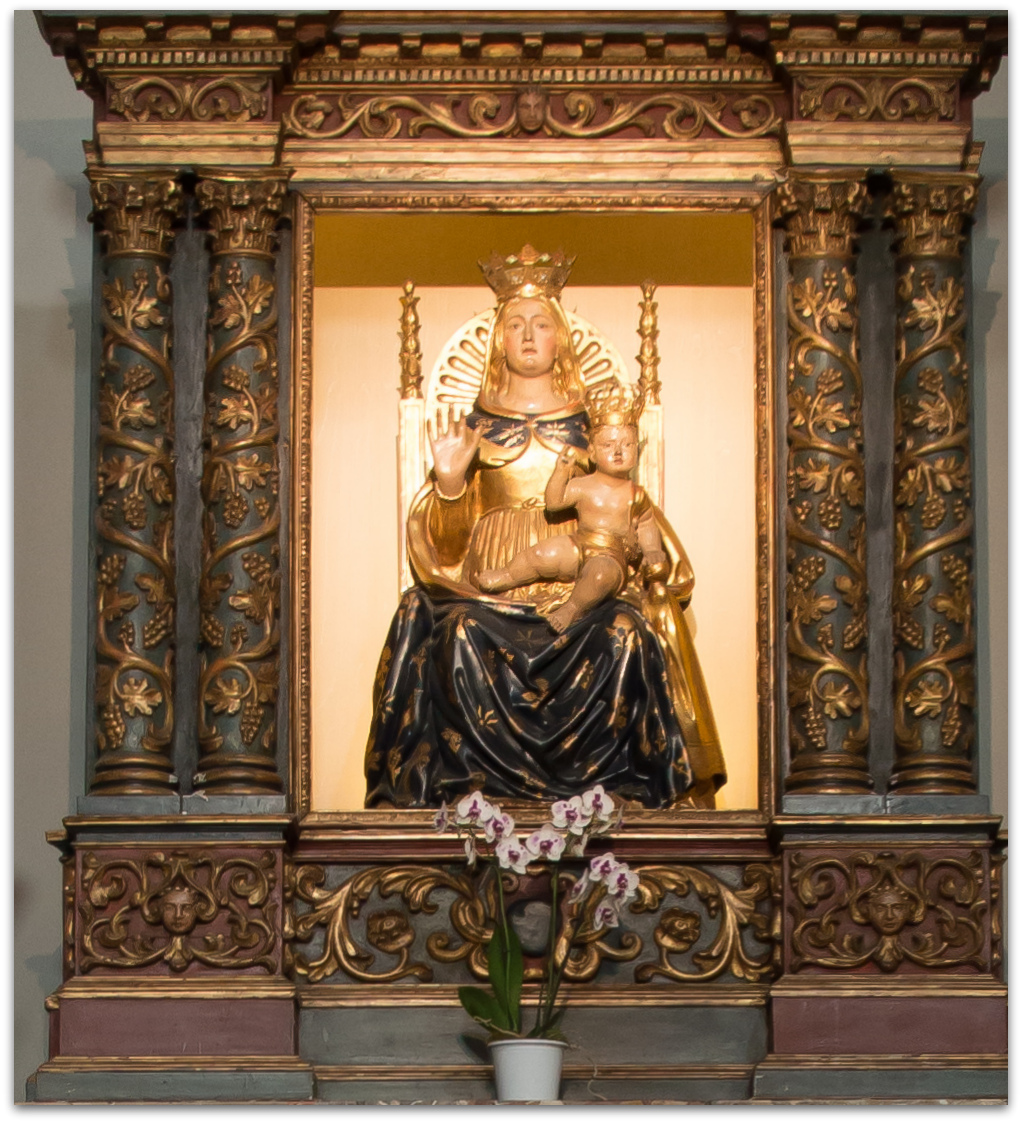
La statua della Madonna dell'Aiuto, usata come logo dell'Azienda ospedaliera Ospedale di Circolo di Busto Arsizio.

Oggi l'ospedale di Busto Arsizio, che conta 24 reparti di degenza, fa parte dell'Azienda socio-sanitaria territoriale della Valle Olona che comprende anche le strutture sanitarie e sociosanitarie degli ex distretti ASL di Busto Arsizio, Castellanza, Gallarate, Somma Lombardo e Saronno.
All'interno dell'ospedale è presente la Quadreria dell'ospedale di Busto Arsizio, una raccolta di oltre 100 opere d'arte raffiguranti i benefattori, in larga parte industriali e canonici, che tra il 1700 e il 1970 hanno contribuito a finanziare le opere dell'ospedale cittadino.
L'ospedale di Busto Arsizio usa come logo la figura della Madonna dell'Aiuto che, secondo la tradizione, alzando la mano destra fermò la pestilenza che colpì la città nel 1630.
Nel 2017, il presidente della Regione Lombardia Roberto Maroni ha annunciato la prossima costruzione di un nuovo ospedale unico di Busto Arsizio e Gallarate, che sarà situato nel quartiere bustocco di Beata Giuliana, in zona Cascina dei Poveri.